# Тим Макинерни
Тим Макинерни (енгл. Tim McInnerny; рођен 18. септембра 1956. у Чидл Хјуму, Чешир), је енглески позоришни, филмски и телевизијски глумац. На почетку своје каријере, био је најпознатији по улогама лорда Персија Персија и капетана Кевина Дарлинга у серији Црна Гуја.
Глумио је и у филмовима 101 далматинац (1996), Нотинг Хил (1999), 102 далматинца (2000), Казанова (2005), Еди звани Орао (2015) и серијама Игра престола (2016–2017), Авантуре Шерлока Холмса (1985).